# 田旋花楔孢黑粉菌
田旋花楔孢黑粉菌（学名：Thecaphora seminis-convolvuli）是属于黑粉菌目黑粉菌科楔孢黑粉菌属的一种真菌，寄生在旋花属植物上。该种分布于中国、日本、格鲁吉亚、丹麦、瑞典、爱沙尼亚、立陶宛、俄罗斯、乌克兰、波兰、匈牙利、德国、瑞士、荷兰、英国、法国、罗马尼亚、美国等地。